# Sébastien Le Guen
Sébastien Le Guen, né le 2 février 1971 à Paris, est un peintre contemporain français.
Il s’est exercé en tant qu’artiste à la Villa Arson à Nice et a obtenu son diplôme[Lequel ?] en 1996.

## Biographie
Au cours de sa formation, il fait la connaissance de nombreux artistes dont il devient l’assistant[réf. nécessaire] : Ben Vautier, Jacques Villegle, Paul McCarthy, Franz West, John M. Armleder, Gérard Collin-Thiébaut, Albert Oehlen, Thomas Hirschhorn, Noël Dolla, Felice Varini, Karen Kilimnik, Aurèle, Henry Bond, Gregory Green (en), Philippe Ramette, Martin Kippenberger, etc.
Sa première exposition personnelle Potlatch est organisée à la Galerie Pierre Bernard de Nice en 1991 ; il y expose ses premières œuvres influencées par le mouvement lettriste d’Isidore Isou.
Entre 1992 et 1993, il est exposé à la Galerie Air de Paris. Été 1993, il part à New York où il assiste, pendant six mois, l’artiste Douglas Kolk chez qui il vit et travaille : iI y développe un style pictural très personnel caractérisé par le collage, l’illustration et les emprunts au street painting.
De 1996 à 2002, il expose régulièrement en France et à l’étranger (Genève, Bruxelles, Chicago) et participe à plusieurs expositions collectives.
2003, c’est l’invasion de l’Irak. Le Guen réalise une exposition conceptuelle à la Galerie Incognito de Paris, sur le thème de la dépression – Le Monde pansé – qui s’inspire de l’actualité géopolitique. En 2004, il obtient le Prix de la « Villa Médicis Hors les murs » avec l’AFAA, et l’année suivante installe son atelier à Brooklyn et présente ses œuvres à l’exposition collective Jokes au MAMCO (Genève) sous la direction de Christian Bernard.
Entre 2004 et 2009, Le Guen partage sa vie entre New York et Paris. Durant ses années, il complète sa formation de peintre, développe sa technique en s’inspirant de la culture urbaine et suburbaine, et crée des liens avec des artistes de la vie underground new-yorkaise comme le photographe Terry Richardson. En 2005, il expose à la BW Gallery en Belgique. C’est aussi à cette période qu’il exécute plusieurs séries d’œuvres sur toiles recouvertes de plans d’hôpitaux (en hommage à son père architecte) revisitant, entre autres, l’iconographie populaire des médias de masse (séries « Amazing Apple », « Amazing people », « Catch 22 » & « More Catch 22 »)
En septembre 2009, il revient à Paris dans son atelier de la rue Guénégaud. Il est soutenu par la Galerie Nathalie Gaillard chez qui il expose ses Fragments choisis, collabore avec l’artiste Aurèle dans le cadre d’une exposition personnelle - Constitution diary, et participe en mai 2010 à l’exposition I love America (Studio 55) au côté d’artistes américains et européens.
Depuis 2010, Le Guen développe plusieurs séries d’œuvres en technique mixte sur toiles et papier qui s’inspirent entre autres de comics (série « Sponge Bob »), de la publicité ou de l’univers de la mode (« Ray Ban », « Zombie », « Escape »), et poursuit un travail, commencé à New York, sur les affiches publicitaires très grand format du métro parisien (série Rip off).
Depuis 1991, les œuvres de Le Guen ont été présentées dans une trentaine d’expositions personnelles et collectives en France et à l’étranger (Allemagne, Chicago, Bruxelles). Deux de ses peintures ont été acquises par le Musée d’art moderne et contemporain de Genève (MAMCO)[réf. nécessaire]. Ses œuvres sont également entrées dans une trentaine de collections privées.

## Œuvres

### Expositions personnelles
- 1998 : Nice, Villa Arson, « Zebra Ordex »[3].
- 1999 : Chicago (États-Unis), Pi Galerie, Mambo & Le Guen « Dixit/Fixit » (exhibition, curateur : Carlos Dzine Rolon) ; Atelier de Philippe Maux, « Dixit/Fixit 2 ».
- 2000 : Paris, Heart Galerie, « À Brûle pour point… ».
- 2003 : Paris, Galerie Incognito, « Le Monde Pansé ».
- 2005 : Bruxelles (Belgique), Galerie BW Gallery, « Versus/Ubiquitous »[4].
- 2007 : Bruxelles (Belgique), Galerie BW Gallery, « Catch 22 »
- 2009 : Paris, Galerie Nathalie Gaillard, « Fragments choisis » ; « Constitution Diary » peintures NYC, Lost Galerie.
- 2011 : Paris, Galerie Maw, Sébastien Le Guen Paintings sous la direction artistique de Michaël Andrew Wilson et Déborah Boltz
- 2011 : Paris, La Blanchisserie, Drip, 7 décembre 2011-14 janvier 2012 sous la direction artistique de Déborah Boltz
- 2012 : Paris, Galerie Incognito, Exposition Super Héros shooting star
- 2012 : Paris, Galerie Addict, Paysages Humains 13 octobre - 24 novembre 2012
- 2014 : Rochefort, Aristoi Gallery - dEux ±, Urb Humanity Forms sous la direction artistique de Catherine Fauconnier et Jean-Baptiste Geffroy
- 2015 : Strasbourg, Aristoi Gallery Exposition Basic, mai-juin 2015 sous la direction artistique de Jean-Baptiste Geffroy
- 2015 : Paris, Galerie Olympe de Gouges, Exposition Pixel, 28 juillet-5 septembre
- 2015 : Paris, Atelier Visconti, 22 septembre- 24 octobre
- 2017 : Paris, Galerie Incognito Art Club, Aqua
- 2017 : Paris, Exposition espace Rachi, Galerie Claude Kelman
- 2017 : Pékin (Chine), Résidence d'Artiste - novembre 2017
- 2018 : Paris, Galerie Anthony Roth, Essentiel

### Principales expositions collectives
- 1991 : Nice, Galerie Pierre Bernard, « Potlatch ».
- 1992 : Paris, Galerie Air de Paris, « Tatou collection no 1 ».
- 1993 : Nice-Monaco, Galerie Air de Paris, Installation pour l’exposition « Grand Prix » (Axel Hubert).
- 1994 : Paris, Galerie Gilbert Brownstone (Gilles Mahé & J. Villéglé), « Prix Choc ».
- 1995 : Rennes, Musée des Beaux-Arts, « Prix Choc no 2 » ; Nice, Galerie Nice Fine Art, « 49, 90 FR ».
- 1996 : St Briac, Gilles Mahé, « Galerie du Placard » ; Nice, Villa Arson, « 100 % ».
- 1997 : St Briac, « N.C.D.G.Q.A.D – Nous Cherchons Des Gens Qui Aiment Dessiner » avec Gilles Mahé.
- 1998 : Nice, Galerie Nice Fine Art, « À la participation de… ».
- 1999 : Paris, L’Enfer, projection de poèmes pour les fêtes artistiques « 666 » ; Bordeaux, « No beach » (photo/dessin).
- 2001 : Paris, Galerie Chez Valentin, « Organique ».
- 2002 : Paris, Galerie du C.S.A, « Noël avec Aurèle ».
- 2004 : Genève, Mamco, « Jokes » (curateur : Christian Bernard).
- 2004 : Figeac, Galerie du Rire Bleu, artiste invité à l’exposition d’Aurèle « LostLostLost » : salle « Sébastien Le Guen »[5].
- 2010 : Paris, Studio 55, « I love America ».
- 2011 : Paris, Galerie 208 ChichePortiche, « Bad Painting ». Avec : Alëxone, Charlélie Couture, Julien Colombier, Tilt, Mist.
- 2013 : Granville, Galerie Chaon, Collectif Art Urbain 2
- 2015 : Miami, Art Fair
- 2019 : Paris, UAAF, Exposition conférence, sous la direction de Yuhong He

### Vidéos
- 2003 : « Dadaïste » scénario Sébastien Le Guen, 14 mm, réalisation Nicolas Lublin, montage Aurèle. Film présenté lors de l’exposition personnelle Le Monde pansé à la Galerie Incognito de Paris.
- 2010 : Interview pour « Et vous, qu’avez-vous perdu ? » (S. Le Guen)[6] LostDogConnection par Aurèle.

### Graphisme
- 1997 : illustration pour le groupe Zend Avesta[réf. nécessaire].
- 2004 : illustration pour Technikart[réf. nécessaire]
- 2011 : création originale pour la Radio-Xtrack[réf. nécessaire]

## Prix
- 2004 : Prix de la « Villa Médicis Hors les murs » avec l’AFAA